# Жиздра (річка)
Жи́здра (рос. Жиздра) — річка в Росії в Калузькій області, ліва притока Оки. Довжина 223 км, площа басейну 9 170 км². Бере початок і тече в межах Середньоруської височини. Середні витрати біля міста Козельськ 35 м³/с.

## Опис
Довжина — 223 км, площа сточища — 9170 км². Має витоки у болотистій місцевості на північ від села Заболоття (за 10 км на схід від міста Людиново). Тече Середньоросійською височиною. У верхів'ях загальний напрямок течії — східний, у низов'ях тече на північний схід. Впадає в Оку трохи вище села Перемишль.
На річці розташовані міста Жиздра і Козельськ. На березі річки розташовується монастир Оптина пустинь.
Гідронім балтійського походження — його могло залишити плем'я голядь. Жиздра — «великий пісок, галька» (пор. лит. žizdras, žvirgždas).

## Притоки
(відстань від гирла, вказана довжина найбільших приток)
- 5 км (пр): Песочня (нижн.)
- 17 км (лв): Велика Гвидка
- 23 км (пр): Чертовська
- 27 км (лв): Озерчанка
- 30 км (пр): Пісочна
- 35 км (лв): Серена
- 56 км (лв): Клютома
- 58 км (лв): Другуска
- 63 км (пр): Сосенка
- 66 км (пр): Грязна
- 81 км (лв): стр. Лукосна
- 82 км (пр): Ямна
- 87 км (пр): Трошенка
- 92 км (пр): Витебеть
- 103 км (пр): Красна
- 105 км (лв): Дрисенка
- 106 км (пр): Амжеронка
- 118 км (лв): Медведка
- 124 км (лв): Коща
- 129 км (лв): В'язовенка
- 134 км (пр): Рессета
- 153 км (лв): Вертинка
- 156 км (лв): Бринь
- 165 км (лв): Драгожань
- 171 км (лв): Пісочня (середн.)
- 179 км (лв): Ясенок
- 190 км (пр): Пісочня (верхн.)
- 200 км (пр): Пот'я